# نوح الخليفي
نوح عبدالعزيز الخليفي، من مواليد 10 مايو 1999، هو سباح قطري، شارك في دورة الألعاب الأولمبية والتي استضافته مدينة ريو دي جانيرو البرازيلية سنة 2016.